# Van’t Hoff (Mondkrater)
Van't Hoff ist ein Einschlagkrater im Norden der Mondrückseite.
Der Krater liegt östlich des mehr als dreimal so großen Kraters Birkhoff, südöstlich des etwas größeren Stebbins. Weiter in Richtung Osten findet sich der kleinere Krater Dyson.
Der Kraterrand ist stark erodiert und von nachfolgenden Einschlägen überformt. Der Kraterboden ist relativ eben und weist nur wenige kleinere Einschläge auf.
Van't Hoff hat drei Nebenkrater:
| Buchstabe | Position            | Durchmesser | Link |
| --------- | ------------------- | ----------- | ---- |
| F         | 61,18° N, 126,78° W | 45 km       |      |
| M         | 56,41° N, 132,51° W | 40 km       |      |
| N         | 57,62° N, 132,88° W | 47 km       |      |

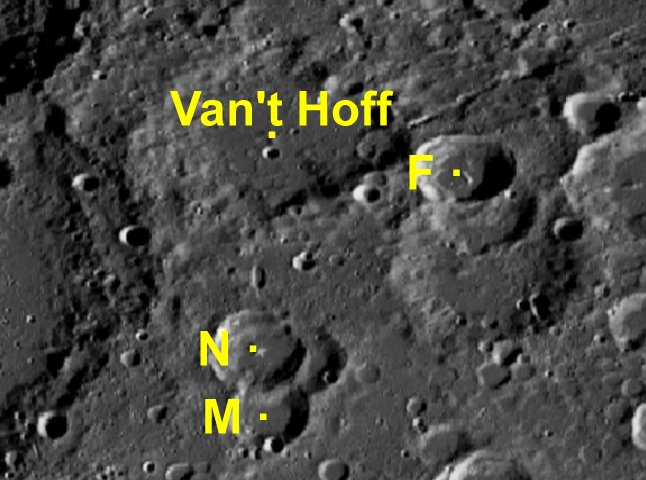
van 't Hoff mit seinen Nebenkratern

Der Krater wurde 1970 von der IAU offiziell nach dem niederländischen Chemiker Jacobus Henricus van ’t Hoff benannt.
Der Name des Mondkraters verwendet die Schreibweise van't Hoff, das heißt ohne Leerzeichen zwischen van und 't, anders als dies für den Namensgeber der Fall ist.